# Motor Raid
 (janvier 2015).
Si vous disposez d'ouvrages ou d'articles de référence ou si vous connaissez des sites web de qualité traitant du thème abordé ici, merci de compléter l'article en donnant les références utiles à sa vérifiabilité et en les liant à la section « Notes et références ».
Motor Raid (モーターレイド) est un jeu vidéo de course publié par Sega sur sa carte système d'arcade Model 2A en 1997. Contrairement au style réaliste de la plupart des jeux de course précédents de Sega, Motor Raid utilise une esthétique et un gameplay futuristes complétés par des éléments de combat.
Le jeu est sorti en versions solo et deux joueurs, qui peuvent être reliées entre elles pour accueillir jusqu'à quatre joueurs. Les modes de jeu incluent « Championship » et « Practice ».

## Personnages[1]
- I.O: Aucun personnage.
- Robin: Une fille douce.
- Gunz: Ennemi robotisé.
- Geila: Ennemi plus robotisé.

## Modes de jeu[1]
- Championnat (ou Championship): Mode de jeu général où il faut compléter les 4 niveaux de course en temps limité.
- Pratique (ou Practice): Ce mode de jeu permet de circuler dans la course voulue toujours en temps limité.

## Circuits
- 1: Yendas
- 2: Ido
- 3: Artikia
- 4: Terga
- 5: Kolda

## Système de jeu
Le joueur doit conduire sa moto tout en essayant de vaincre ses adversaires et le temps qu'il lui est imparti. En passant les Checkpoints, du temps supplémentaire lui sera accordé. Pour aller plus vite en mode Turbo, il devra basculer l'accélérateur deux fois. Pour attaquer, il appuie sur les boutons d'attaque. S'il perd son arme, il peut frapper l'autre adversaire. Les cinq dernières secondes sont comptées et clignotent pour dire Warning. Une fois le temps écoulé, le joueur obtient le message Time Is Up et son score. Un message apparaît pour l'aider à réussir la prochaine fois. Puis la partie est terminée (Game Over).

## Score et résultat
Le joueur augmente son score s'il reste dans la course ou a attaqué correctement ses adversaires.

## Équipe de développement
- Réalisateur : Yū Suzuki
- Level design : Ijuki Mahali
- Character design : Shinji Nakayama
- Effets sonores: Tatsuya Nishimura, Drifter